# ノルトヴェストバーン
ノルトヴェストバーン（NordWestBahn GmbH、略称： NWB）は、ドイツの鉄道会社で、2000年に起業された。その名のとおりドイツ北西部（主にニーダーザクセン州）で運行・運営している。従来からある鉄道網に乗り入れて、ドイツ鉄道などと共有している。オルデンブルクの公共サービスを担う公会社（Verkehr und Wasser GmbH）などの共同子会社として起業された経緯もあり、日本でいう第三セクター的性格を持つ会社。本社の所在地はオスナブリュック。近距離旅客運輸の部門における私鉄としては、ドイツ国内で最大規模を誇る。

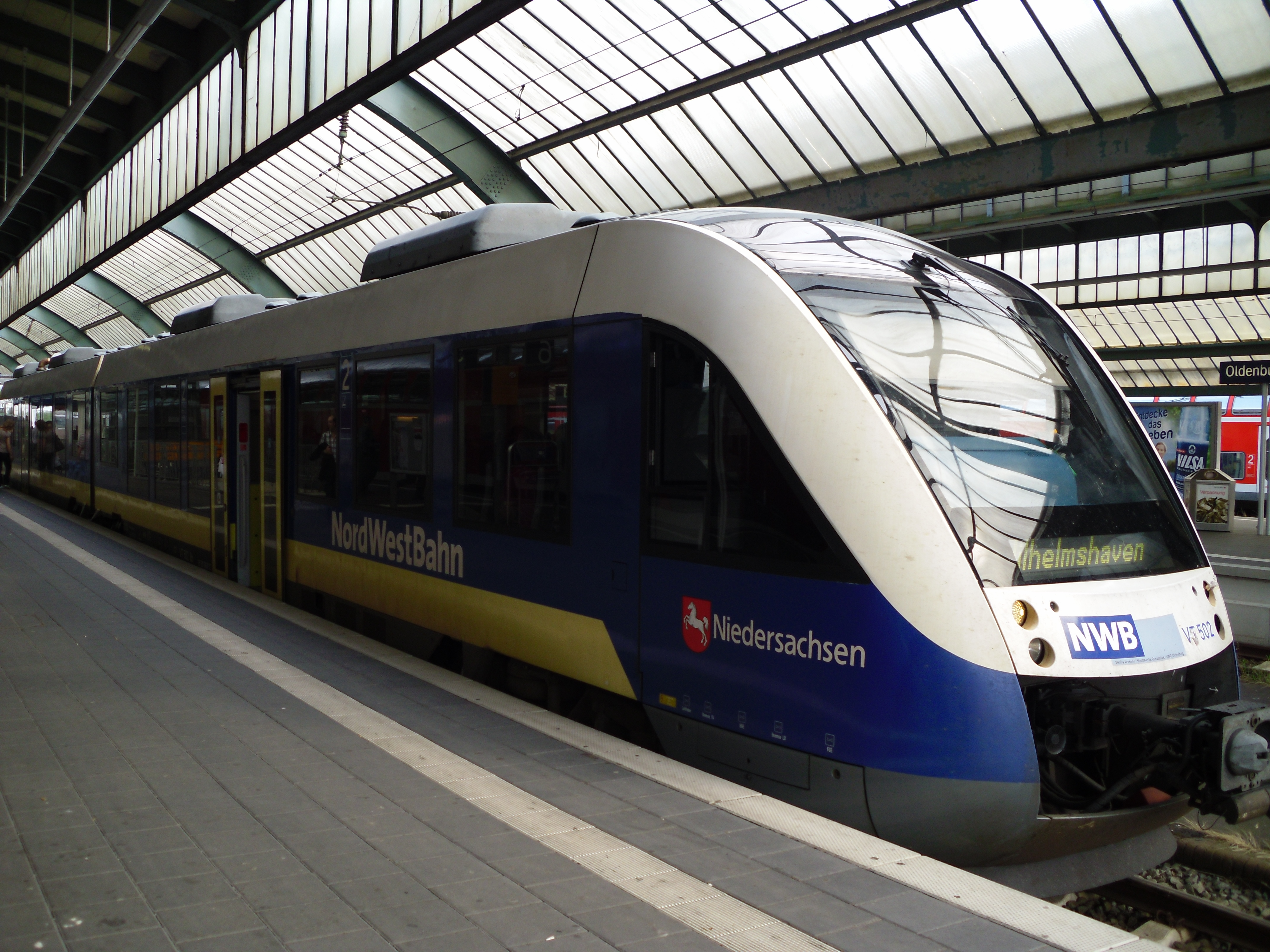
NWB LINT41形気動車